# Paul Parmentier
 (octobre 2022).
Paul Eugène Parmentier né à Bruxelles le 15 février 1854 et mort à Knokke le 22 août 1902, est un peintre belge.

## Biographie
Il vient d’une famille bruxelloise aisée. Son père Eugène Parmentier était propriétaire des Usines Cotonnières de Belgique et fut député belge de l’arrondissement de Bruxelles de 1884 à 1892. Sa mère est Paulina Evenepoel.

### Peinture
Il a commencé à peindre comme un dilettante méritoire. Il avait un studio spacieux dans sa maison à Ixelles. Au début des années 1880, il venait régulièrement à Knocke, à l’époque un petit village de pêcheurs sur la côte Est belge. C’est là qu’il entre en contact avec un certain nombre d’autres artistes, écrivains et poètes bruxellois. Cela conduira à la formation d’une petite colonie d’artistes (1880-1900), dont il deviendra une figure clé. C’est ainsi qu’il rencontre le peintre animalier Alfred Verwée, avec qui il entretiendra une amitié pour la vie. Il a reçu des leçons de peinture de Verwee. Ils possédaient de nombreuses peintures l’un de l’autre.
En 1890, Paul Parmentier s’installe définitivement à Knokke avec sa famille nombreuse. Il avait déjà cinq enfants : Jean Joseph (1883-), Robert Carlos (1884-), Fritz Eugène (1885-), Pierre Henri (1886-) et sa fille Suzanne.
Il peint principalement des paysages, des scènes avec du bétail (influence de Verwee) et des marines avec vue le long de la côte Est belge ou des environs de Dutch Lock. Ce sont des scènes réalistes avec un certain apport impressionniste.
Paul Parmentier a très rarement montré ses œuvres dans une exposition. En conséquence, il est resté longtemps hors de l’intérêt du monde de l’art. Deux expositions à Knokke-Heist dans la seconde moitié du XXe siècle ont pu montrer ses œuvres au grand public pour la première fois. La plus grande partie appartient encore à la famille. La municipalité de Knokke-Heist possède également quelques œuvres.

### Photographie
Paul Parmentier était aussi un photographe amateur méritant. Ses photographies de Knocke à la fin du XIXe siècle (plage, bateaux de pêche, animaux dans les prés, marchés aux chevaux, types folkloriques) ont servi de base à des peintures de lui-même ou de son ami Alfred Verwée.

### Politique
Paul Parmentier s’implique dans la politique locale. Il devient conseiller municipal de Knocke en 1890 et échevin en 1891. Il fit construire « le château » à Knokke. Il a conçu les armoiries de Knocke, qui ont été utilisées jusqu’à la fusion de Knocke avec Heist. Il est également devenu refondateur, membre de soutien et président honoraire de la Knokse schuttersgilde Sint-Sebastiaan.
Avec Alfred Verwée, il a fondé l’association « Knocke-Attractions » en 1891 pour la promotion du tourisme à Knokke.
Après la mort d’Alfred Verwée, il devint le grand promoteur d’un mémorial de Verwée à Knokke. Une statue de Léon Mignon a été inaugurée en 1896 et se trouve aujourd’hui devant l'Hôtel de ville de Knokke-Heist.

## Œuvres
Quelques travaux importants :
- Taureaux à l'abreuvoir (1877)
- Sint-Margarethakerk avec chalet et potager au premier plan (1880) - patrimoine communal Knokke-Heist
- Le Moulin de Martijn à Damme (1895)
- L’Église de Knokke
- Coucher de soleil sur la mer
- Pêcheurs sur la plage
- Bateaux de pêche
- La Péniche Bruges-Sluis à Sluis

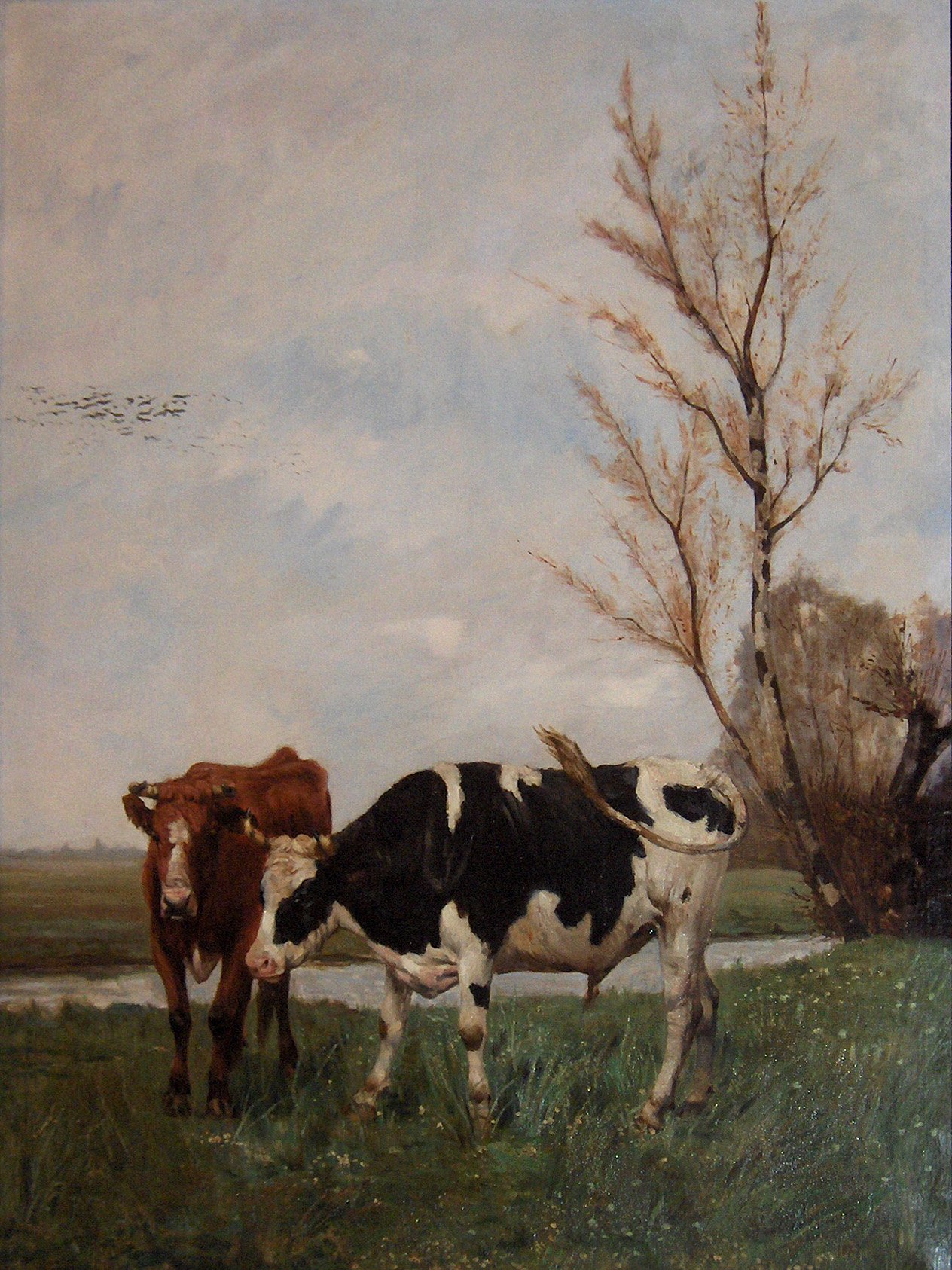
Taureaux à l'abreuvoir (1877).
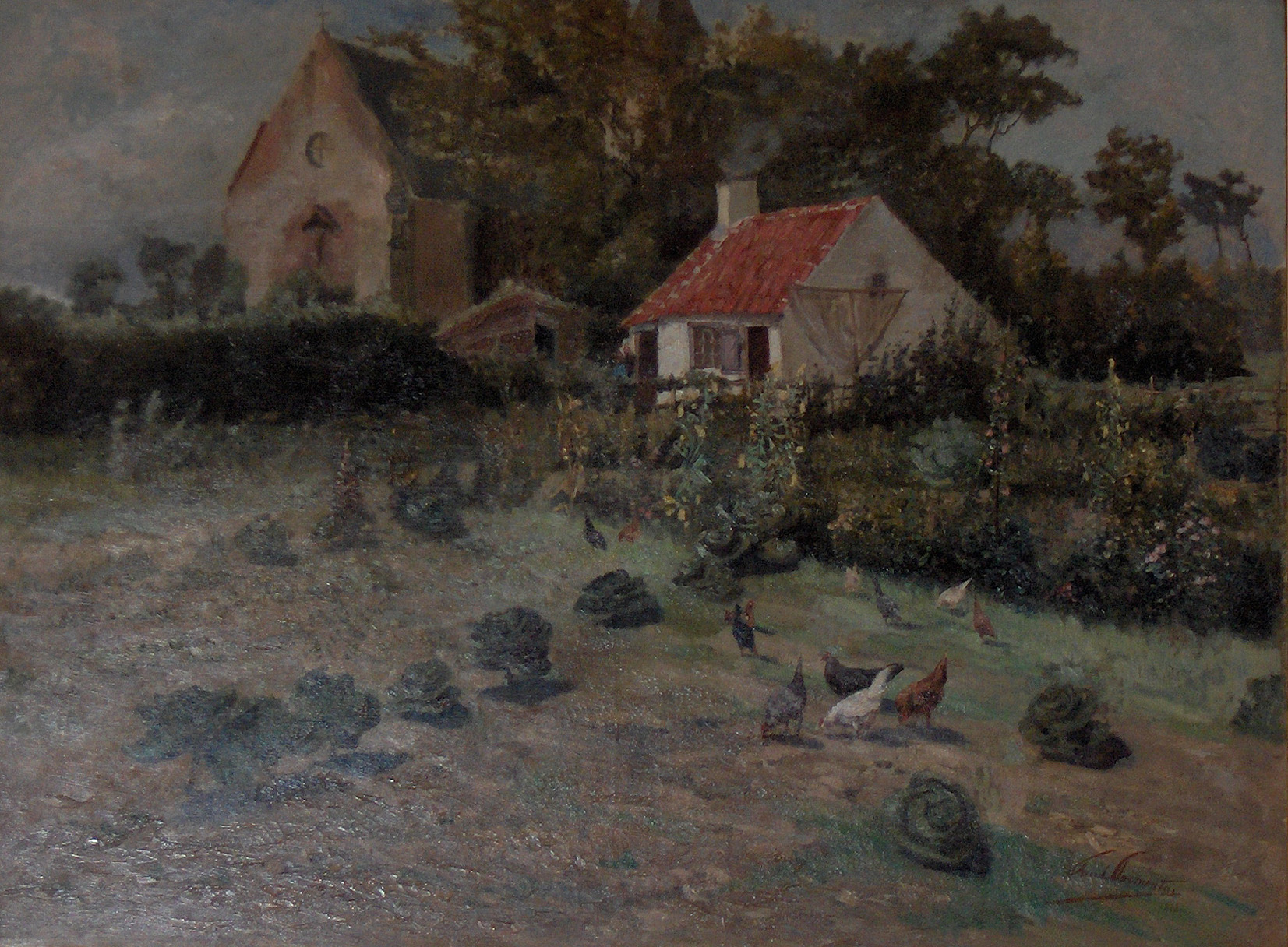
Vieux Margarethakerk avec maisons et potager (1888).
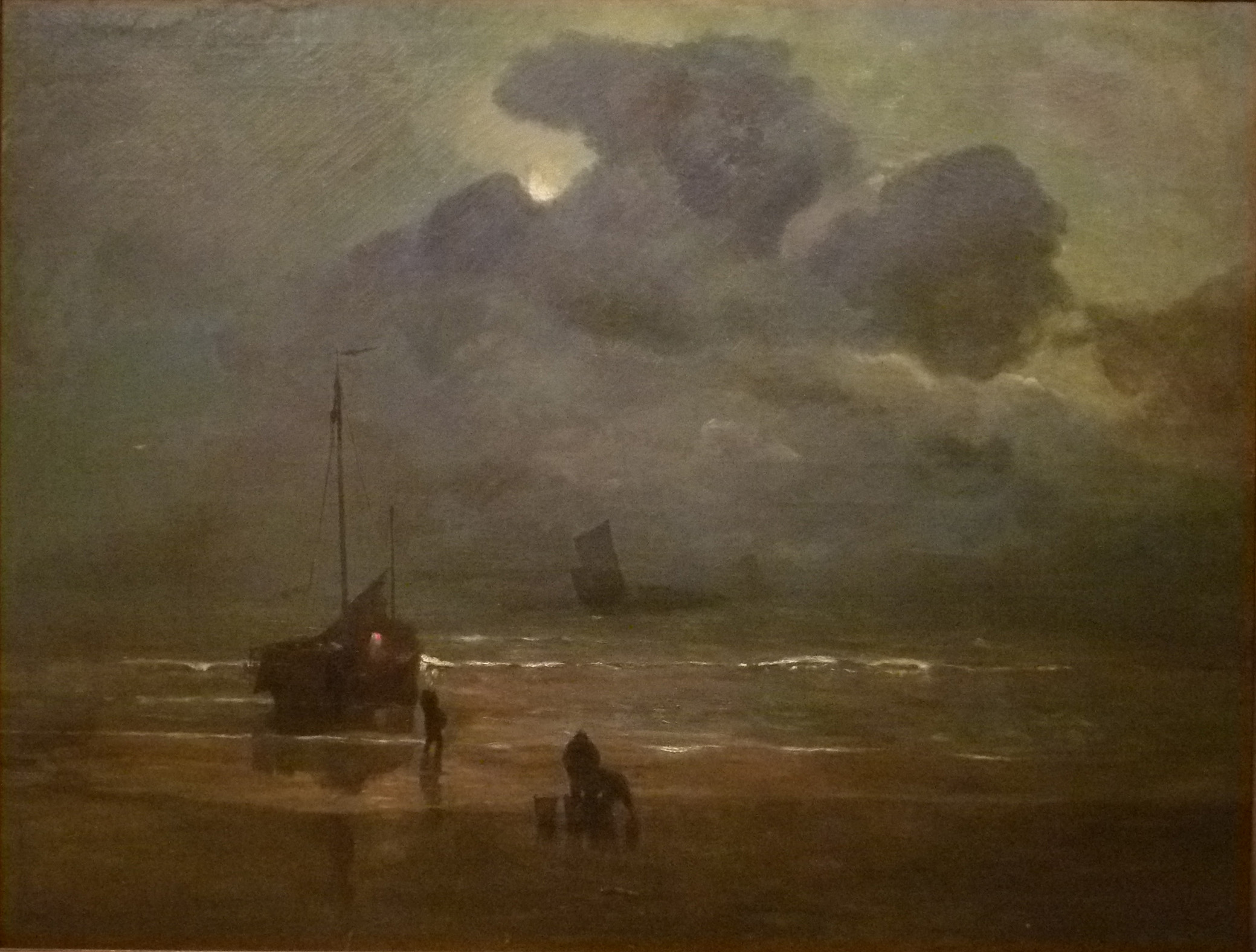
Coucher de soleil sur la mer.

## Divers
- Une rue de Knokke tire son nom : la Paul Parmentierlaan. La rue est protégée du patrimoine[1].